# Apostolisch vicariaat Makokou
Het Apostolische vicariaat Makokou (Latijn: Vicariatus Apostolicus Makokouensis) in Gabon werd op 19 maart 2003 uit het bisdom Oyem losgemaakt en verzelfstandigd tot een apostolische prefectuur. In 2014 werd het een apostolisch vicariaat. Het vicariaat ligt in het noordoosten van Gabon aan de grens met Congo-Brazzaville. Het territorium van het apostolisch vicariaat beslaat 46.075 km² en valt samen met de provincie Ogooué-Ivindo. De zetel van het vicariaat is Makokou. 
In 2003 telde het 85.000 katholieken (34,7% van de bevolking) verdeeld in drie parochies met zes priesters, waarvan vier wereldheren, en drie religieuzen. In 2020 waren dit ongeveer 23.000 katholieken (42,9% van de bevolking) verdeeld in vijf parochies met zes priesters.

## Leiding
1. Joseph Koerber, CSSp (2003-2022)
2. Severin Nziengui Mangandza, CSSp (2022-)